# 1035
El 1035 (MXXXV) fou un any comú començat en dimecres del calendari julià.

## Esdeveniments
- Creació del Regne d'Aragó
- Anglaterra s'allibera del domini danès

## Necrològiques
- Berenguer Ramon I, comte d'Osona i Barcelona.
- Ermengol, bisbe d'Urgell.